# Liste der Monuments historiques in Bourseul
Die Liste der Monuments historiques in Bourseul führt die Monuments historiques in der französischen Gemeinde Bourseul auf.

## Liste der Bauwerke
| Bezeichnung        | Beschreibung              | Standort | Kennzeichnung | Schutzstatus | Datum | Bild           |
| ------------------ | ------------------------- | -------- | ------------- | ------------ | ----- | -------------- |
| Kirche St-Nicodème | Erbaut im 12. Jahrhundert | (Lage)   | PA00089039    | Inscrit      | 1964  | weitere Bilder |
| Friedhofskreuz     | 18. Jahrhundert           | (Lage)   | PA00089038    | Inscrit      | 1926  | weitere Bilder |
| Schloss Beaubois   | Erbaut im 17. Jahrhundert | (Lage)   | PA00089037    | Inscrit      | 1926  | weitere Bilder |

## Liste der Objekte

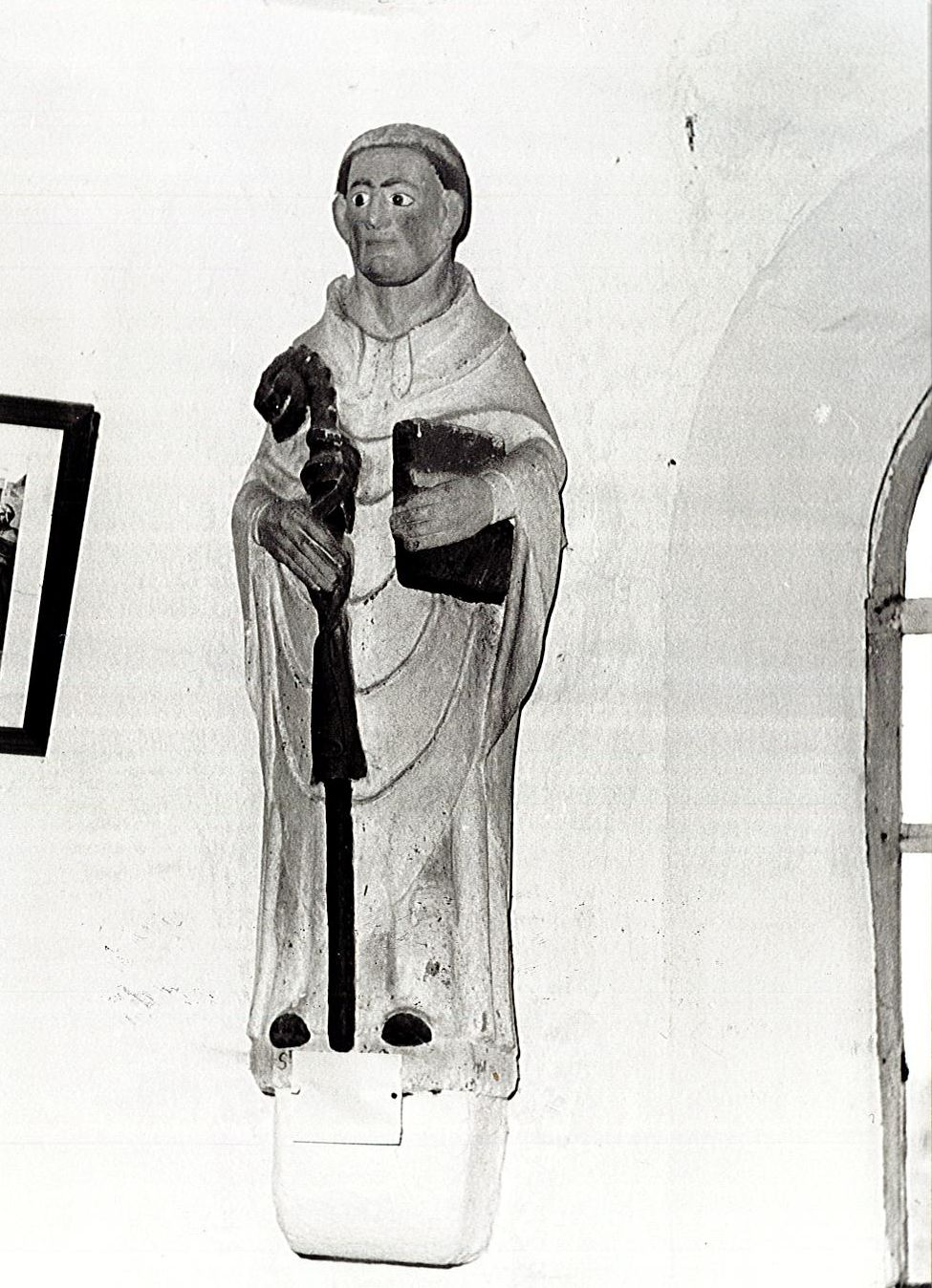
Skulptur des heiligen Méen (14. Jahrhundert) in der Kapelle St-Méen

- Monuments historiques (Objekte) in Bourseul in der Base Palissy des französischen Kultusministeriums